# Woollim娛樂
Woollim娛樂（韓語：울림엔터테인먼트）是韓國一間經紀娛樂公司，於2003年9月創立，代表為李重燁（이중엽）。創立初期的音樂風格為搖滾樂和Hip-hop，而後於2010年推出首組偶像男子團體INFINITE，成為韓國流行音樂主流經紀公司之一。

## 旗下藝人

### 組合
- 隊長以粗體示之。

| 出道日期       | 組合名稱 | 性別 | 成員                                            | 粉絲名稱           |
| 2020年10月28日 | DRIPPIN  | 男   | 李協 · 黃允省 · 周昌煜 金東玧 · 金敏緒 · 車俊昊 | DREAMIN （드리밍） |

### 個人歌手
| 出道日期      | 歌手   | 性別 | 粉絲名稱   |
| 未SOLO出道    | 李長埈 | 男   | Goldenness |
| 2019年2月27日 | 洪周燦 | 男   | Goldenness |
| 2021年8月24日 | 權恩妃 | 女   | RUBI       |
| 未SOLO出道    | 金秀潤 | 女   | Ketchy     |

## 離開藝人

### 個人
- 姜均成（2007年 — 2009年）
- Epik High（2003年 — 2010年）
- 金東律（2004年）
- JINBO
- Pe2ny
- 장우수
- Strawberry Fields
- Jisun (黃智宣)
- 郭正旭
- 李憐惟（2016年 — 2017年）
- 金玟錫（2014年 — 2017年）
- 吳炫旻（2017年 — 2018年）
- 변준석
- 박주환
- 이재안
- JOO（2015年 — 2020年）

### 團體
- TASTY（2012年 — 2015年）
- Nell（2006年 — 2016年）
- 製作人 Rphabet（2013年 — 2016年）[註 5]
  - BEE
  - Razer（2013年 — 2021年）
- INFINITE
  - Hoya（2010年 — 2017年）
  - L（2010年 — 2019年）
  - 金圣圭（2010年 — 2021年）
  - 张东雨（2010年 — 2021年）
  - 李成烈（2010年 — 2021年）
  - 李成种（2010年 — 2022年）
  - 南優鉉（2010年 — 2022年）
  - 子團INFINITE H（2013年 — 2017年）
  - 子團INFINITE F（2014年-2022年）
  - 企劃組合Toheart（2014年-2022年）
- Lovelyz（2014年 — 2021年）
  - 李洙姃（2011年 — 2025年）
  - 劉智愛（2013年 — 2021年）
  - 徐智秀（2014年 — 2021年）
  - 李美珠（2014年 — 2021年）
  - 金志妍（2014年 — 2021年）
  - 朴明恩（2013年 — 2021年）
  - 柳洙正（2014年 — 2021年）
  - 鄭叡仁（2014年 — 2021年）
- Golden Child（2017年 — 2024年）
  - 朴在錫（2017年 — 2018年）
  - TAG（2017年 — 2024年）
  - 金知範（2017年 — 2024年）
  - 崔普閔（2017年 — 2024年）
  - 李大烈（2017年 — 2024年）
  - Y（2017年 — 2024年）
  - 裴勝民（2017年 — 2024年）
  - 奉宰鉉（2017年 — 2024年）
  - 金東炫（2017年 — 2024年）
- DRIPPIN
  - Alex（2020年 — 2023年）
- Rocket Punch（2019年 — 2024年）
  - 高橋朱里（2019年 — 2024年）
  - 金蓮熙（2019年 — 2024年）
  - 徐胤卿（2019年 — 2024年）
  - 金素禧（2019年 — 2024年）
  - 鄭多玹（2019年 — 2024年）

### 昔日練習生
| 男 - 郭正旭（INFINITE預備成員，現為演員） - B-Bomb（INFINITE預備成員，後以Block B出道） - 安宰孝（INFINITE預備成員，後以Block B岀道） - 吳成鍾（曾以SPEED出道，現為個人歌手） - 崔宇赫（以Like A Movie出道） - 李婁彬（曾參與《少年24》、《MIXNINE》，後以1TEAM出道） - 鄭游寯（曾參與《少年24》，後以D1CE出道） - 田雄（曾是JYP娛樂及YG娛樂練習生，後以AB6IX出道） - 南潤成（曾參與《PRODUCE 101 第二季》，後以NOIR出道） - 文俊號（曾參與《PRODUCE X 101》，後因個人因素退出） - 李成俊（曾參與W Project 4，後因個人因素退出） - 朴喜晙，後以VAV出道。 - 申準燮，後以MYTEEN出道。 - 張珉瑞（曾參與《BOYS PLANET》） - 鄭世尹（曾參與《BOYS PLANET》） - 裴宰浩（曾參與《Fantasy Boys》） | 女 - 尹怡那（Lovelyz、Rocket Punch預備成員，後因個人因素退出） - 金采源（IZ*ONE成員，後以LE SSERAFIM再次出道） - Yoo Yena（兒童團體CooKie成員，《Universe Ticket》播出前離開） - Kim Soyul（曾參與《Universe Ticket》） - Lee Suan（曾參與《Universe Ticket》） - Park Yehyeon（曾參與《Universe Ticket》） Lovelyz預備成員 - 具寶慧（後以Heart Rabbit Girls出道） - 曺承希（曾以F-VE DOLLS、DIA出道，現為演員） - 韓書仁（曾以The SeeYa、F-VE DOLLS出道，現為個人歌手） - 崔允瑄（後以SONAMOO出道） - 奇熙賢（後以DIA出道） - 朴允珠（後轉到Ulala Company練習） - 趙敏智（後轉到其他公司練習） - 劉智雅（後因個人因素退出） - 裴仁彬（後因個人因素退出） - 崔允熙（後因個人因素退出） - 李高雲（後因個人因素退出） - 金彩璘（後因個人因素退出） - 安書允（後因個人因素退出） - 劉靜恩（後因個人因素退出） - 李寶拉（後因個人因素退出） - 劉敏序（後以Flashe出道） |

## Woollim Label
2013年8月9日，SM Entertainment全面開始推動商標化，為了確保 Universal Music Group、Warner Music Group、Sony Music Entertainment 等國際主要音樂公司的藝人，開始深入了解商標化的經營。首先，SM C&C 首先合併了旗下擁有 INFINITE、Nell、TASTY 等藝人的 Woollim Entertainment，並決定經營一個與現存的SM Entertainment 不同的獨立品牌「Woollim Label」。
未來，「Woollim Label」將會盡力成為擁有特色音樂風格藝人的後盾，並致力於培養更多有實力的藝人，同時，與SM Entertainment、SM C&C、國際上的企劃公司維持良好且緊密的關係，達到加乘的效果，加上Woollim旗下藝人的國際知名度，未來SM Entertainment有望成為國際上強而有力的企業，具有一定的規模與競爭力，大幅增加SM集團的整體收益，並期待成為能與國際主要音樂公司抗衡的首個韓國娱乐公司。2016年3月21日，SM C&C正式宣佈將於6月设立全资子公司Woollim Entertainment。2019年3月發佈的SM C&C的審計報告中，持股比例降至27.4%。

## 備註
1. ↑  2017年8月28日以Golden Child成員出道。
2. ↑  2017年8月28日以Golden Child成員出道。
3. ↑  2014年7月18日以Ye-A成員出道，2018年10月29日以IZ*ONE成員再出道。
4. ↑  2019年8月7日以Rocket Punch成員出道。
5. ↑  2013年9月12日加入。

## 外部連結
Woollim娛樂
- Woollim娛樂
- Woollim娛樂官方影音網站
- Woollim娛樂的X（前Twitter）
- Woollim娛樂新聞資訊的X（前Twitter）
- Woollim娛樂的Facebook專頁
- Woollim娛樂的新浪微博
- YouTube上的Woollim娛樂頻道
- YouTube上的Woollim THE LIVE 頻道

Woollim Rookie
- Woolim Rookie的X（前Twitter）